# Lista izomerów undekanu
Lista 158 izomerów undekanu o wzorze sumarycznym C11H24.

## Pochodnedekanu
- 2-metylodekan
- 3-metylodekan
- 4-metylodekan
- 5-metylodekan

## Pochodnenonanu

### Etylo
- 3-etylononan
- 4-etylononan
- 5-etylononan

### Dimetylo
- 2,2-dimetylononan
- 2,3-dimetylononan
- 2,4-dimetylononan
- 2,5-dimetylononan
- 2,6-dimetylononan
- 2,7-dimetylononan
- 2,8-dimetylononan
- 3,3-dimetylononan
- 3,4-dimetylononan
- 3,5-dimetylononan
- 3,6-dimetylononan
- 3,7-dimetylononan
- 4,4-dimetylononan
- 4,5-dimetylononan
- 4,6-dimetylononan
- 5,5-dimetylononan

## Pochodneoktanu

### Propylo
- 4-propylooktan
- 4-(1-metyloetylo)oktan lub 4-izopropylooktan

### Etylometylo
- 3-etylo-2-metylooktan
- 3-etylo-3-metylooktan
- 3-etylo-4-metylooktan
- 3-etylo-5-metylooktan
- 3-etylo-6-metylooktan
- 4-etylo-2-metylooktan
- 4-etylo-3-metylooktan
- 4-etylo-4-metylooktan
- 4-etylo-5-metylooktan
- 5-etylo-2-metylooktan
- 5-etylo-3-metylooktan
- 6-etylo-2-metylooktan

### Trimetylo
- 2,2,3-trimetylooktan
- 2,2,4-trimetylooktan
- 2,2,5-trimetylooktan
- 2,2,6-trimetylooktan
- 2,2,7-trimetylooktan
- 2,3,3-trimetylooktan
- 2,3,4-trimetylooktan
- 2,3,5-trimetylooktan
- 2,3,6-trimetylooktan
- 2,3,7-trimetylooktan
- 2,4,4-trimetylooktan
- 2,4,5-trimetylooktan
- 2,4,6-trimetylooktan
- 2,4,7-trimetylooktan
- 2,5,5-trimetylooktan
- 2,5,6-trimetylooktan
- 2,6,6-trimetylooktan
- 3,3,4-trimetylooktan
- 3,3,5-trimetylooktan
- 3,3,6-trimetylooktan
- 3,4,4-trimetylooktan
- 3,4,5-trimetylooktan
- 3,4,6-trimetylooktan
- 3,5,5-trimetylooktan
- 4,4,5-trimetylooktan

## Pochodneheptanu

### Dietylo
- 3,3-dietyloheptan
- 3,4-dietyloheptan
- 3,5-dietyloheptan
- 4,4-dietyloheptan

### Etylodimetylo
- 3-etylo-2,2-dimetyloheptan
- 3-etylo-2,3-dimetyloheptan
- 3-etylo-2,4-dimetyloheptan
- 3-etylo-2,5-dimetyloheptan
- 3-etylo-2,6-dimetyloheptan
- 3-etylo-3,4-dimetyloheptan
- 3-etylo-3,5-dimetyloheptan
- 3-etylo-4,4-dimetyloheptan
- 3-etylo-4,5-dimetyloheptan
- 4-etylo-2,2-dimetyloheptan
- 4-etylo-2,3-dimetyloheptan
- 4-etylo-2,4-dimetyloheptan
- 4-etylo-2,5-dimetyloheptan
- 4-etylo-2,6-dimetyloheptan
- 4-etylo-3,3-dimetyloheptan
- 4-etylo-3,4-dimetyloheptan
- 4-etylo-3,5-dimetyloheptan
- 5-etylo-2,2-dimetyloheptan
- 5-etylo-2,3-dimetyloheptan
- 5-etylo-2,4-dimetyloheptan
- 5-etylo-2,5-dimetyloheptan
- 5-etylo-3,3-dimetyloheptan

### Tetrametylo
- 2,2,3,3-tetrametyloheptan
- 2,2,3,4-tetrametyloheptan
- 2,2,3,5-tetrametyloheptan
- 2,2,3,6-tetrametyloheptan
- 2,2,4,4-tetrametyloheptan
- 2,2,4,5-tetrametyloheptan
- 2,2,4,6-tetrametyloheptan
- 2,2,5,5-tetrametyloheptan
- 2,2,5,6-tetrametyloheptan
- 2,2,6,6-tetrametyloheptan
- 2,3,3,4-tetrametyloheptan
- 2,3,3,5-tetrametyloheptan
- 2,3,3,6-tetrametyloheptan
- 2,3,4,4-tetrametyloheptan
- 2,3,4,5-tetrametyloheptan
- 2,3,4,6-tetrametyloheptan
- 2,3,5,5-tetrametyloheptan
- 2,3,5,6-tetrametyloheptan
- 2,4,4,5-tetrametyloheptan
- 2,4,4,6-tetrametyloheptan
- 2,4,5,5-tetrametyloheptan
- 3,3,4,4-tetrametyloheptan
- 3,3,4,5-tetrametyloheptan
- 3,3,5,5-tetrametyloheptan
- 3,4,4,5-tetrametyloheptan

### Metylopropylo
- 2-metylo-4-propyloheptan
- 3-metylo-4-propyloheptan
- 4-metylo-4-propyloheptan
- 2-metylo-3-(1-metyloetylo)heptan
- 2-metylo-4-(1-metyloetylo)heptan
- 3-metylo-4-(1-metyloetylo)heptan
- 4-metylo-4-(1-metyloetylo)heptan

### Butylo
- 4-(1,1-dimetyloetylo)heptan

## Pochodneheksanu

### Pentametylo
- 2,2,3,3,4-pentametyloheksan
- 2,2,3,3,5-pentametyloheksan
- 2,2,3,4,4-pentametyloheksan
- 2,2,3,4,5-pentametyloheksan
- 2,2,3,5,5-pentametyloheksan
- 2,2,4,4,5-pentametyloheksan
- 2,3,3,4,4-pentametyloheksan
- 2,3,3,4,5-pentametyloheksan

### Etylotrimetylo
- 3-etylo-2,2,3-trimetyoheksan
- 3-etylo-2,2,4-trimetyoheksan
- 3-etylo-2,2,5-trimetyoheksan
- 3-etylo-2,3,4-trimetyoheksan
- 3-etylo-2,3,5-trimetyoheksan
- 3-etylo-2,4,4-trimetyoheksan
- 3-etylo-2,4,5-trimetyoheksan
- 3-etylo-3,4,4-trimetyoheksan
- 4-etylo-2,2,3-trimetyoheksan
- 4-etylo-2,2,4-trimetyoheksan
- 4-etylo-2,2,5-trimetyoheksan
- 4-etylo-2,3,3-trimetyoheksan
- 4-etylo-2,3,4-trimetyoheksan

### Dietylometylo
- 3,3-dietylo-2-metyloheksan
- 3,3-dietylo-4-metyloheksan
- 3,4-dietylo-2-metyloheksan
- 3,4-dietylo-3-metyloheksan
- 4,4-dietylo-2-metyloheksan

### Dimetylopropylo
- 2,2-dimetylo-3-(1-metylo)heksan
- 2,3-dimetylo-3-(1-metylo)heksan
- 2,4-dimetylo-3-(1-metylo)heksan
- 2,5-dimetylo-3-(1-metylo)heksan

## Pochodnepentanu

### Heksametylo
- 2,2,3,3,4,4-heksametylopentan

### Etylotetrametylo
- 3-etylo-2,2,3,4-tetrametylopentan
- 3-etylo-2,2,4,4-tetrametylopentan

### Dietylodimetylo
- 3,3-dietylo-2,2-dimetylopentan
- 3,3-dietylo-2,4-dimetylopentan

### Trimetylopropylo
- 2,2,4-trimetylo-3-(1-metyloetylo)pentan
- 2,3,4-trimetylo-3-(1-metyloetylo)pentan